# شهرستان جینتا
شهرستان جینتا (به لاتین: Jinta County) یک منطقهٔ مسکونی در چین است که در جیوچوان واقع شده‌است.